# Liparis rosseelii
Espèce
Liparis rosseelii est une espèce de plantes à fleurs de la famille des Orchidaceae et du genre Liparis. C'est une orchidée endémique de l'île de São Tomé.

## Étymologie
Son épithète spécifique  rosseelii rend hommage à Jacques Rosseel, chef de composante du programme ECOFAC à São Tomé.